# Carstwo Serbskie
Carstwo Serbskie (serb. Српско Царство, Srpsko Carstvo) – średniowieczne bałkańskie imperium, które powstało ze średniowiecznego Królestwa Serbskiego w XIV wieku. Carstwo Serbskie istniało od 1346 do 1371 i było jednym z największych państw tamtego okresu.

## Rozwój

### Ekspansja na południu

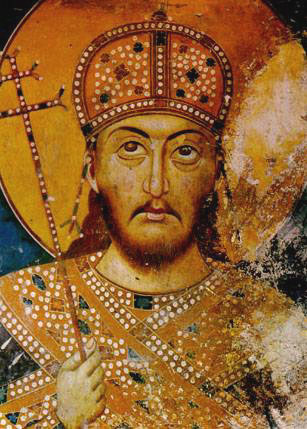
Stefan Urosz IV Duszan, car serbski (1346–1355)

8 września 1331 roku, w rezultacie zwycięskiej bitwy Serbów z Bułgarami po Welbużdem i konfliktu pomiędzy królem Stefanem Deczańskim, a dążącym do kontynuowania wojny możnowładztwem, na tron serbski wstąpił Stefan Urosz IV Duszan. W 1334 roku zachęcony przez zbuntowanego przeciw Andronikowi III magnata Sergijana wyruszył na Macedonię. Zdobył Prilep, Ochrydę, Strumicę i Kastorię i dotarł aż po Tesalonikę. W tym samym roku zawarł układ pokojowy przyznający mu Macedonię Wardarską, mniej więcej wzdłuż obecnej granicy pomiędzy Macedonią a Grecją. Po śmierci Andronika III (1341) Stefan Duszan poparł w wojnie domowej w Bizancjum pomiędzy zwolennikami małoletniego cesarza Jana V Paleologa a stronnictwem arystokratycznym, na którego czele stanął Jan Kantakuzen – obóz arystokratyczny. W 1342 roku Jan Kantakuzen zbiegł do Serbii prosząc o pomoc. Jeszcze w tym samym roku wyruszył na Serres w Macedonii Egejskiej, podczas gdy Duszan opanował Woden. Ponieważ Serres stawiło zacięty opór Duszan zerwał sojusz z Kantakuzenem i podjął nową samodzielną wyprawę do Albanii. W 1343 roku zajął główną twierdzę Albanii północnej Kroję, w dwa lata później opanował Berat i Walonę. Jednocześnie druga armia serbska nadal penetrowała Macedonię Egejską. W 1344 roku oddział dowodzony przez wojewodę Preljuba został rozbity przez Turków – nowych sojuszników Kantakuzena. W 1345 roku Duszan opanował Kastorię i  Werroię (Ber), a następnie zmusił do kapitulacji Serres (24.IX). Swoim władcą uznali go wówczas mnisi z góry Atos.

### Carstwo Stefana Duszana
Tryumf ten skłonił króla do przyjęcia na ogólnopaństwowym saborze tytułu cara (basileusa) Serbów i Greków. Tym samym ogłosił program likwidacji cesarstwa Paleologów i zastąpienia go nowym carstwem serbsko-greckim. Na żądanie Duszana patriarcha bułgarski, arcybiskup ochrydzki i mnisi atońscy proklamowali biskupa Joannija patriarchą Serbów i Greków. 16 kwietnia 1346 roku nowy patriarcha koronował uroczyście Stefana Duszan na cara Serbów i Greków.
Powstanie nowego carstwa wymagało reformy aparatu władzy i sądownictwa. Duszan utworzył z terenów zdobytych na Bizancjum Romanię, w której rządy sprawowane miały być wedle obyczaju greckiego – dokumenty wystawiane były w języku greckim, sądy sprawowane według greckich praw. Królem Serbii został 10-letni syn Duszana Urosz. W jego imieniu rządy w królestwie sprawował ojciec. Bezpośrednio władał grecko-macedońską Romanią. Na dworze wprowadził bizantyński ceremoniał. Swoich najbliższych współpracowników i najwybitniejszych wojskowych, członków dynastii i krewnych obdarzył najwyższymi tytułami dworskimi. Przyrodni brat Duszana Symeon (Sinisza) i szwagier Jovan Asen, brat carowej Heleny oraz Jovan Oliver zostali despotami. Dejanowi mężowi Teodory siostry Duszana i Branko Mladenoviciowi przodkowi dynastii Brankowiciów przyznał tytuł sewastokratorów, a Wojhinie tytuł cezara, kiedyś najważniejszy po cesarskim.
Car przeprowadził też dzieło kodyfikacji zwyczajowego prawa serbskiego. W 1349 roku ogłosił w Skopje statut obejmujący 153 paragrafy, a dopełniony o ponad 200 paragrafów na saborze w Serres w 1354 roku. Statut rozszerzył kompetencje sądów państwowych, likwidował wiece (zgromadzenia) ludu wiejskiego, potwierdzał liczne przywileje króla i możnowładców w stosunku do ludności wiejskiej zwane serbami. Potępiał „herezję łacińską”, a prawosławnym Serbom zakazywał związków małżeńskich z katolikami określanymi jako „półwierzący”.

### Dalsze wojny
W 1348 Duszan wznowił wojnę przeciwko Bizancjum, gdzie w 1347 roku tron cesarski przy pomocy Turków opanował Jan Kantakuzen. Stefan Duszan zdobył Epir i oddał go w zarząd przyrodniemu bratu Symeonowi. Wódz Duszana Preljub zdobył w tym czasie Tesalię, którą otrzymał od cara w zarząd wraz z tytułem cezara. W 1350 Duszan przerwał działania w Grecji i podjął wyprawę przeciw Bośni.
Granice północne nie przykuwały uwagi Duszana w tym stopniu, co południowe. W 1335 odparł wyprawę króla węgierskiego Karola Roberta skierowaną na górniczy Rudnik. W traktacie pokojowym zawartym dopiero w 1346 z Ludwikiem I (1342-1382) zrzekł się pretensji do dawnych posiadłości Stefana Dragutina i Belgradu, zamku Golubca na Dunaju i banatu Maczwy. W stanie wojny z Węgrami znalazł się ponownie przed samą śmiercią na przełomie 1354 i 1355 roku. Usiłował odzyskać utracony Hum lecz podjętą w 1350 roku wyprawę musiał przerwać, odwołany do zaatakowanej przez Greków Macedonii.
Przed śmiercią w 1355 r. Usiłował opanować Tesalonikę i zamierzał wyruszyć na Konstantynopol. Dla swojego planu próbował zjednać nawet papieża obiecując w zamian uznanie jego zwierzchnictwa. Główną przeszkodę w zdobywaniu obydwu miast stanowił brak floty, którą Duszan zaczął budować od 1348 roku. Zmarł 20 grudnia 1355 pod Werroią przygotowując się do ataku na Tesalonikę.

## Upadek

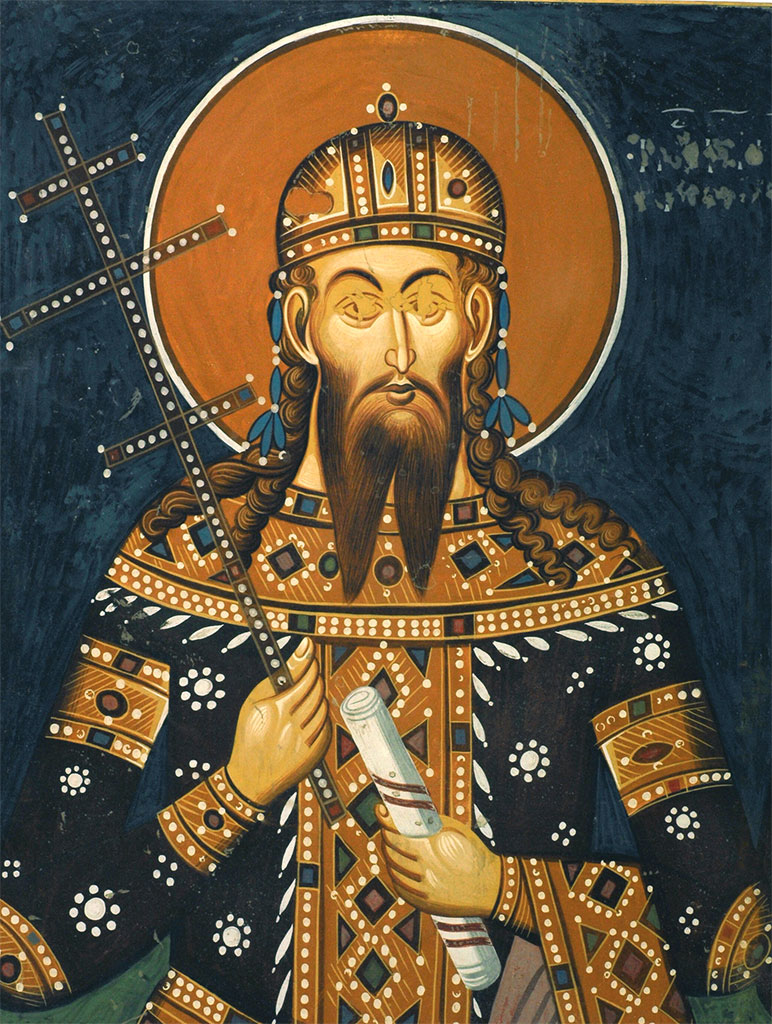
Car Urosz I zwany Nijakim

Po śmierci Stefana Duszana utworzone przez niego państwo rozpadło się. Syn Duszana, car Urosz I (1355–1371), utrzymał w swych rękach jedynie północną Macedonię. Pozostałymi ziemiami podzielili się krewni i wodzowie zmarłego władcy.
Jako pierwszy bunt podniósł przyrodni brat Stefana Duszana, Symeon Siniša, odrywając Tesalię i Epir oraz część ziem macedońskich i ogłaszając się w Kastorii carem. Po kilkuletnich walkach została mu Tesalia i Epir. W 1367 północny Epir przekazał synowi Preljuba, Tomaszowi.
Za przykładem Symeona własne państwo we wschodniej Macedonii ze stolicą w Serres utworzyła cesarzowa wdowa Helena. Zetę opanowali trzej bracia Balšicie. Dalej na zachód rządy przejął Vojislav Vojinović, który początkowo uznawał władzę zwierzchnią Urosza I. Nie przeszkodziło mu to pod koniec lat 50. podjąć we własnym imieniu wojny z Dubrownikiem, zakończonej układem pokojowym w 1360. Północno-zachodnie ziemie wokół Rudnika opanował bratanek knezia Vojislava, żupan Nikola Altomanović. Po śmierci swojego stryja (1363) zagarnął również jego ziemie, stając się na krótko najpotężniejszym władcą w Serbii. Do większego znaczenia zaczął też dochodzić kneź Łazarz Hrebeljanović, syn logotety (kanclerza) cara Duszana, Pribaca. Posiadał początkowo ziemie wokół Nowego Brda w południowej Serbii, udało mu się jednak opanować w 1370 Rudnik, należący do Altomanovicia.
W serbskiej Macedonii najsilniejsze państwa utworzyli bracia Vukašin i Jovan Uglješa. Vukašin zarządzał w imieniu słabego Urosza I jego ziemiami w północnej Macedonii. W 1365 otrzymał od cara koronę Serbów i Greków. W Ochrydzie osadził własnego namiestnika, cezara Novaka.
Jovan Uglješa, obdarzony w 1359 tytułem wielkiego wojewody, a później despoty, objął ziemie carowej Heleny wraz z miastem Serres, gdy ta wstąpiła do klasztoru. Po śmierci swego teścia, Vojihny, przyłączył do swego państwa Dramę w zachodniej Tracji. Na zachód od  Uglješy własne państwo posiadał Bogdan, a wokół Werroi i Wodenu wojewoda Hlapen. We wschodniej i północnej Macedonii rozległe posiadłości zdobyli dwaj synowie despoty Dejana, pana Žegligova, Jovan Dragaš i Konstantyn Dejanovicie. Główny ośrodek ich państwa stanowił Welbużd.

## Carowie
- Stefan Urosz IV Duszan (1346–1355)
- Urosz I (1355–1371)